# アーリントン (ジョージア州)
アーリントン (Arlington) は、アメリカ合衆国ジョージア州カルホーン郡に位置する都市である。2000年の統計によると、総人口は1,602人である。

## 地理
アーリントンは北緯31度26分22秒 西経84度43分29秒 / 北緯31.43944度 西経84.72472度 (31.439461, -84.724835)に位置している。
アメリカ合衆国統計局によると、この都市は総面積10.4 km2 (4.0 mi2) である。このうち10.4 km2 (4.0 mi2) が陸地で0.25%が水地域となっている。

## 人口動静
2000年現在の国勢調査で、この都市は人口1,602人、573世帯、及び394家族が暮らしている。人口密度は154.6/km2 (400.9/mi2) である。67.1/km2 (173.9/mi2) の平均的な密度に695軒の住宅が建っている。この都市の人種的な構成は白人29.03%、アフリカン・アメリカン69.91%、先住民0.12%、アジア0.19%。太平洋諸島系0.00%、その他の人種0.44%、及び混血0.31%である。ここの人口の1.44%はヒスパニックまたはラテン系である。
573世帯のうち、33.9%が18歳未満の子供と一緒に生活しており、37.0%は夫婦で生活している。28.6%は未婚の女性が世帯主であり、31.2%は家族以外の住人と同居している。28.1%は独身の居住者が住んでおり、12.4%は65歳以上で独身である。1世帯の平均人数は2.80人であり、結婚している家庭の場合は、3.47人である。
この都市内の住民は32.8%が18歳未満の未成年、18歳以上24歳以下が9.6%、25歳以上44歳以下が27.7%、45歳以上64歳以下が17.0%、及び65歳以上が12.9%にわたっている。中央値年齢は31歳である。女性100人ごとに対して男性は84.6人である。18歳以上の女性100人ごとに対して男性は79.6人である。
この都市の世帯ごとの平均的な収入は22,311米ドルであり、家族ごとの平均的な収入は25,188米ドルである。男性は22,096米ドルに対して女性は15,231米ドルの平均的な収入がある。この都市の一人当たりの収入 (per capita income) は11,985米ドルである。人口の34.4%及び家族の30.1% は貧困線以下である。全人口のうち18歳未満の49.6%及び65歳以上の28.9%は貧困線以下の生活を送っている。